# Supercopa da Itália de 2020
A Supercopa da Itália de 2020 ou Supercoppa Italiana 2020 foi a 33ª edição da Supercopa da Itália, a principal supercopa do futebol italiano.Foi disputada em partida única no dia 20 de janeiro de 2021 no Régio da Emília, na Itália, entre a Juventus, campeã da Série A de 2019–20, e o Napoli, campeão da Copa da Itália de 2019–20.

## Participantes
| Equipe   | Classificação                        | Participações anteriores (negrito indica vitória)                                             | Ref. |
| -------- | ------------------------------------ | --------------------------------------------------------------------------------------------- | ---- |
| Juventus | Campeão da Série A de 2019–20        | 15 (1990, 1995, 1997, 1998, 2002, 2003, 2005, 2012, 2013, 2014, 2015, 2016, 2017, 2018, 2019) |      |
| Napoli   | Campeão da Copa da Itália de 2019–20 | 3 (1990, 2012, 2014)                                                                          |      |

## Partida
| 20 de janeiro de 2021 | Juventus                   | 2 – 0     | Napoli | Mapei Stadium – Città del Tricolore, Régio da Emília |
| CET (UTC+1)           | 64' Ronaldo · 90+5' Morata | Relatório |        |                                                      |